# Wichowo
Wichowo – wieś w Polsce położona w województwie kujawsko-pomorskim, w powiecie lipnowskim, w gminie Lipno.

## Podział administracyjny
W latach 1975–1998 miejscowość administracyjnie należała do województwa włocławskiego.

## Demografia
Według Narodowego Spisu Powszechnego (III 2011 r.) wieś liczyła 453 mieszkańców. Jest siódmą co do wielkości miejscowością gminy Lipno.

## Szkoła w Wichowie
31 maja 2007 uczniowie i nauczyciele Gimnazjum Publicznego i Szkoły Podstawowej w Wichowie świętowali nadanie imienia Jana Pawła II oraz nastąpiło uroczyste przekazanie szkole sztandaru. Uroczystość była powiązana z oddaniem do użytku nowej sali gimnastycznej.

## Straż Pożarna
Wichowo posiada Ochotniczą Straż Pożarną (OSP) powołaną do istnienia w 1913 roku.